# Anuwat Sornchai
Anuwat Sornchai (thailändisch อนุวัฒน์ ศรชัย, * 20. März 1989) ist ein thailändischer Fußballspieler.

## Karriere
Anuwat Sornchai stand bis Mitte 2015 beim Navy FC in Sattahip in der Provinz Chonburi unter Vertrag. Wo er vorher gespielt hat, ist unbekannt. Der Navy FC spielte in der ersten Liga des Landes, der Thai Premier League. Für den Verein stand er achtmal in der ersten Liga auf dem Spielfeld. Die Rückserie spielte er für den Ligakonkurrenten TOT SC aus Bangkok. Ende der Saison musste TOT den Weg in die zweite Liga antreten. 2016 war er vertrags- und vereinslos. Die Hinserie 2017 wurde er wieder von dem Erstligisten Navy unter Vertrag genommen. Die Rückserie spielte er beim Royal Thai Fleet FC. Der Verein, der ebenfalls in Sattahip beheimatet ist, spielte in der vierten Liga, der Thai League 4, in der Eastern Region. 2018 kehrte er für die Hinserie zur Navy zurück. Hier kam er nicht zum Einsatz. Mitte 2018 ging er wieder zum Viertligisten Royal Thai Fleet.